# 중국계 싱가포르인
중국계 싱가포르인(말레이어: Orang Cina Singapura; 영어: Chinese Singaporeans; 중국어: 新加坡华人)은 싱가포르 화교라고도 불리며 싱가포르의 중국계 후손이다. 중국계 싱가포르인은 공식 인구조사에 따르면 싱가포르 시민 인구의 75.9%를 차지하며, 그들 중 가장 큰 민족 집단이 된다.
일찍이 10세기에는 중국인들이 싱가포르에 무역을 하고 정착했다는 증거가 있었고 10세기부터 14세기까지 무역 활동과 그 섬에 거주하는 중국인들을 기록한 다양한 중국 기록도 있었다. 싱가포르가 영국의 무역항으로 설립되기 전, 뜨믄공 압둘 라만의 추종자였던 120명의 소수 말레이인들과 약 20~30명의 중국인들이 이 섬에 살고 있었다. 싱가포르는 영국의 식민지가 된 후, 중국인 이주 노동자들의 유입이 있었지만, 싱가포르로 이주한 초기 중국인 이주자들은 주로 남성들이었다. 왜냐하면 그들은 보통 충분한 돈을 번 후에 중국에 있는 그들의 가족으로 돌아가기 때문이다. 20세기 초에서 중반까지 싱가포르에 영구적으로 정착한 중국 거주자는 상당수였고, 오늘날 중국계 싱가포르 인구의 대부분을 형성했다.
많은 중국계 싱가포르인들이 그들의 조상을 중국 남동부까지 거슬러 올라갈 수 있는데, 예를 들면 호키엔어족, 차오저우어족, 광둥어족이 중국계 싱가포르인으로 분류되는 3대 방언 집단이다.

## 중국계 싱가포르인 집단
일반적으로 중국계 싱가포르인은 푸젠성, 광둥성, 하이난성 출신이다. 민난족(호키엔족, 차오저우족)과 광둥어족은 싱가포르 화교 인구의 4분의 3 이상을 차지한다. 객가족, 헝화족, 푸저우족 및 기타 하위 집단이 나머지 대부분을 차지한다. 중국계 싱가포르인은 일반적으로 19세기에서 20세기 전반까지 중국 남부에서 온 비(非)중국계 이민자들의 후손이다. 1990년대와 21세기 초에 싱가포르는 중국의 다른 지역들로부터 세 번째 이민의 물결을 경험했다.

## 사회 경제학

### 교육
다른 민족들과 함께, 모든 사회적 배경과 직업에서 온 중국계 싱가포르인들은 그들의 교육 수준, 소득, 기대 수명에 있어 상당한 발전을 이루었고 다른 사회 지표들을 경험했다. 1960년대와 1990년대 사이에 싱가포르의 급속한 산업화는 많은 사람들을 가난에서 구해냈고 많은 싱가포르 사람들에게 광범위한 중산층을 만들어 주었다. 그 과정에서 급속한 경제성장의 기간 동안, 많은 중국인들은 그들의 인생에서 처음으로 상승하는 사회적 유동성을 경험하기 시작했다. 2000년에 중국계 싱가포르인은 인도계 싱가포르인과 그들의 새로운 시민권 보유자 다음으로 대학 졸업자의 비율이 높았다. 2008년 중국계 싱가포르 학생들의 86.2%가 15세, 16세들이 치르는 시험인 O-레벨에서 최소 5개의 합격점을 얻었으며, 이에 비해 말레이시아계 싱가포르인은 59.3%, 인도계 싱가포르인은 73%였다.
2010년 인구조사에 따르면, 중국계 싱가포르인의 22.6%가 학사 학위를 취득했으며, 이는 인도계 싱가포르인이 중국계 싱가포르인, 말레이시아계 싱가포르인에 비해 대학 졸업자 비율이 더 높기 때문이다. 인도 대학 졸업자 비율이 증가한 것은 대학 자격을 갖춘 인도 영주권자가 유입된 영향이 컸다. 인도 영주권자의 약 60%가 2005년에 대학을 졸업했는데, 이는 2000년의 51%에서 증가한 것이다.

### 고용
2005년 기준으로 중국인의 47.3%가 화이트칼라 직종에 종사하고 있으며, 국가 평균은 44.8%이다. 노동력 참여율은 63.6%로 전국 평균 63.0%와 대조를 보였다. 이 수치는 2000년의 46.2%보다 증가했으며, 싱가포르의 3대 민족 중 화이트칼라 노동력에 대한 참여율이 가장 높았다.

### 경제
싱가포르 인구의 거의 4분의 3을 구성하지만, 중국계 싱가포르인들은 싱가포르 GNP의 80%를 기여하고 있을 뿐만 아니라 싱가포르 상장기업의 81%를 지배하는 것으로 추정된다. 중국계 싱가포르 기업들은 화교 버스 네트워크인 더 큰 대나무 네트워크의 일부이다. 가족과 문화적 유대관계를 공유하는 동남아시아 시장에서 운영되는 에센스 중국의 경제력이 커지면서 다수의 중국계 싱가포르 기업인과 투자자들이 씨족회를 통해 조상의 뿌리로 눈을 돌려 중국 유산에 다시 불을 붙이는 것은 물론 중국 내 해외 사업과 투자 기회를 모색하고 있다. 많은 이들이 부동산 개발과 투자를 통해 조상의 고향에 활력을 불어넣음으로써 국가가 제시하는 과도한 사업 및 투자 기회를 통제함으로써 조상의 뿌리를 잡기 시작했다. 동남아시아의 아웃사이더 국가로 특징지어지는 싱가포르는 "무슬림 바다의 작은 중국 섬"으로 잘 알려져 있는데, 이는 중국인들이 자신들을 "동양의 유대인"으로 여기도록 이끄는 것으로 잘 알려져 있기 때문이다.
1990년 달러로 측정한 가구당 월평균 소득은 1990년 3,080 싱가포르 달러에서 2000년 4,170 싱가포르 달러로 연평균 2.8% 증가했다. 2005년 싱가포르 인구조사에 따르면 중국계 싱가포르인의 월평균 소득은 3,610 싱가포르 달러와 2,500 싱가포르 달러로 국가 평균을 웃돌았다. 중국계 싱가포르인의 가구 및 중위소득은 일반적으로 국가 평균을 웃돌며, 2000년에는 3대 민족 중 가장 높은 수준을 유지했다. 중국계 싱가포르인은 2010년 인도계 싱가포르인에 이어 싱가포르 3대 주요 민족 중 중위소득과 평균 가구소득이 두 번째로 높았다.

## 문화
대부분의 중국계 싱가포르인들은 그들의 조상 기원을 중국 남부로 거슬러 올라가기 때문에, 그들의 문화는 일반적으로 푸젠성, 광둥성, 하이난성 등의 중국 남부 문화와 더 가까운 친화력을 가지고 있다. 이것은 특히 싱가포르의 다양한 남부 중국 방언, 관습, 문화, 종교적 관습의 측면에서 사실이다.
싱가포르 문화는 자연적으로 다양하지만, 싱가포르는 중화권 밖에서는 중국어를 구사하는 활기찬 존재감을 지닌 몇 안 되는 나라 중 하나이다. 한눈에 봐도 싱가포르의 인프라와 환경은 서구적으로 보일 수 있지만, 자세히 살펴보면 싱가포르 구석구석에는 중국 문화의 특정 측면이 일반적으로 존재한다. 여기에는 다양한 중국어 품종, 싱가포르 전역의 다양한 중국어 글, 다양한 중국 언론 및 엔터테인먼트 매체, 번창하는 중국 대중 문화, 다양한 중국 문화 단체, 중국 문화 축제, 중국 오페라, 중국 종교 활동, 중국 서점 등이 포함된다.

## 같이 보기
- 중국계 태국인
- 중국계 라오스인
- 호아족
- 말레이시아 화교
- 중국계 브루나이인
- 한국 화교